# Vette!
Vette! är ett nätverksspel från 1989 tillverkat av företaget Spectrum Holobyte för PC och Macintosh, där spelarna tävlar genom att köra Chevrolet Corvette genom San Francisco. Spelet var före sin tid med en 3D-renderad stad och flera kända byggnader som till exempel Golden Gate-bron.